# 広村麻衣
広村　麻衣（ひろむら　まい、1986年10月14日 - ）は石川県出身の日本の柔道家。57kg級の選手。身長158cm。血液型はB型。組み手は左組み。得意技は背負投。

## 経歴
柔道は5歳の時に岩井柔道塾で始めた。道場の1年後輩には後にロンドンオリンピック57kg級金メダリストとなる松本薫がいた。紫錦台中学2年と3年の時に全国中学校柔道大会57kg級を2連覇した。津幡高校1年の時に全国高校選手権で3位になった。2年の時には全日本ジュニアで優勝するが、高校選手権では3位だった。3年の時にはインターハイの決勝で藤村女子高校2年の松本薫に敗れて2位だった。全日本ジュニアでも3位だったが、世界ジュニア代表に選ばれた。世界ジュニアでは決勝でオランダのアニカ・ファンエムデンをGSに入ってから内股の有効で破って優勝を飾った。講道館杯では決勝まで進むも、帝京大学3年の宮本樹理に敗れた。2005年には東海大学へ進むと、3年の時には優勝大会でチームの優勝に貢献した。4年の時は優勝大会の東京予選決勝で帝京大学の松本薫と対戦した際に、反則負けの対象となる身体を一挙に捨てての脇固めを仕掛けて松本の右肘を骨折させて反則負けとなった。本戦では決勝で山梨学院大学に敗れて2位に終わった。学生体重別と講道館杯では3位だったが、青島国際では優勝を飾った。2009年からは自衛隊体育学校の所属となった。2012年には日本エースサポート所属となると、東アジア選手権で優勝を飾った。実業団体の3部でも優勝を果たした。

## 主な戦績
- 2000年 -　全国中学校柔道大会　優勝
- 2001年 -　全国中学校柔道大会　優勝
- 2003年 -　全国高校選手権　3位
- 2003年 -　全日本ジュニア　優勝
- 2003年 -　アジアジュニア　3位
- 2004年 -　全国高校選手権　3位
- 2004年 -　フランスジュニア国際　優勝
- 2004年 -　インターハイ　2位
- 2004年 -　全日本ジュニア　3位
- 2004年 -　世界ジュニア　優勝
- 2004年 -　講道館杯　2位
- 2005年 -　チェコ国際　3位
- 2007年 -　優勝大会　優勝
- 2008年 -　優勝大会 2位
- 2008年 -　学生体重別　3位
- 2008年 -　講道館杯　3位
- 2008年 -　青島国際　優勝
- 2011年 -　実業個人選手権　3位
- 2012年 -　東アジア選手権　個人戦　優勝　団体戦　3位
- 2012年 -　実業団体　3部　優勝

(出典、JudoInside.com)